# Cinnamomum septentrionale
Cinnamomum septentrionale  (лат.) — вид двудольных растений рода Коричник (Cinnamomum) семейства Лавровые (Lauraceae). Впервые описан австрийским ботаником Генрихом Рафаэлем Эдуардом фон Ханделем-Маццетти в 1936 году.

## Распространение и среда обитания
Эндемик Китая, известный из провинций Ганьсу, Шэньси и Сычуань.

## Ботаническое описание
Среднее или крупное дерево высотой 16—25 м. Кора серого цвета, гладкая.
Почки яйцевидные. Листорасположение очерёдное; листья эллиптические или эллиптически-обратноланцевидные, жилистые.
Соцветие метельчатое, несёт большое количество цветков белого цвета.
Плод мелкий, шаровидной формы, неопушённый.
Цветёт в мае и июне, плодоносит с июля по сентябрь.

## Значение
Жёлто-коричневая древесина применяется для изготовления мебели. Прикорневая часть древесины используется для создания деревянных скульптур; кроме того, в ней содержится много камфоры.

## Синонимы
Синонимичные названия:
- Cinnamomum albosericeum (Gamble) Cheng
- Cinnamomum inunctum var. albosericeum Gamble